# Liste des femmes chefs étoilées au guide Michelin en France

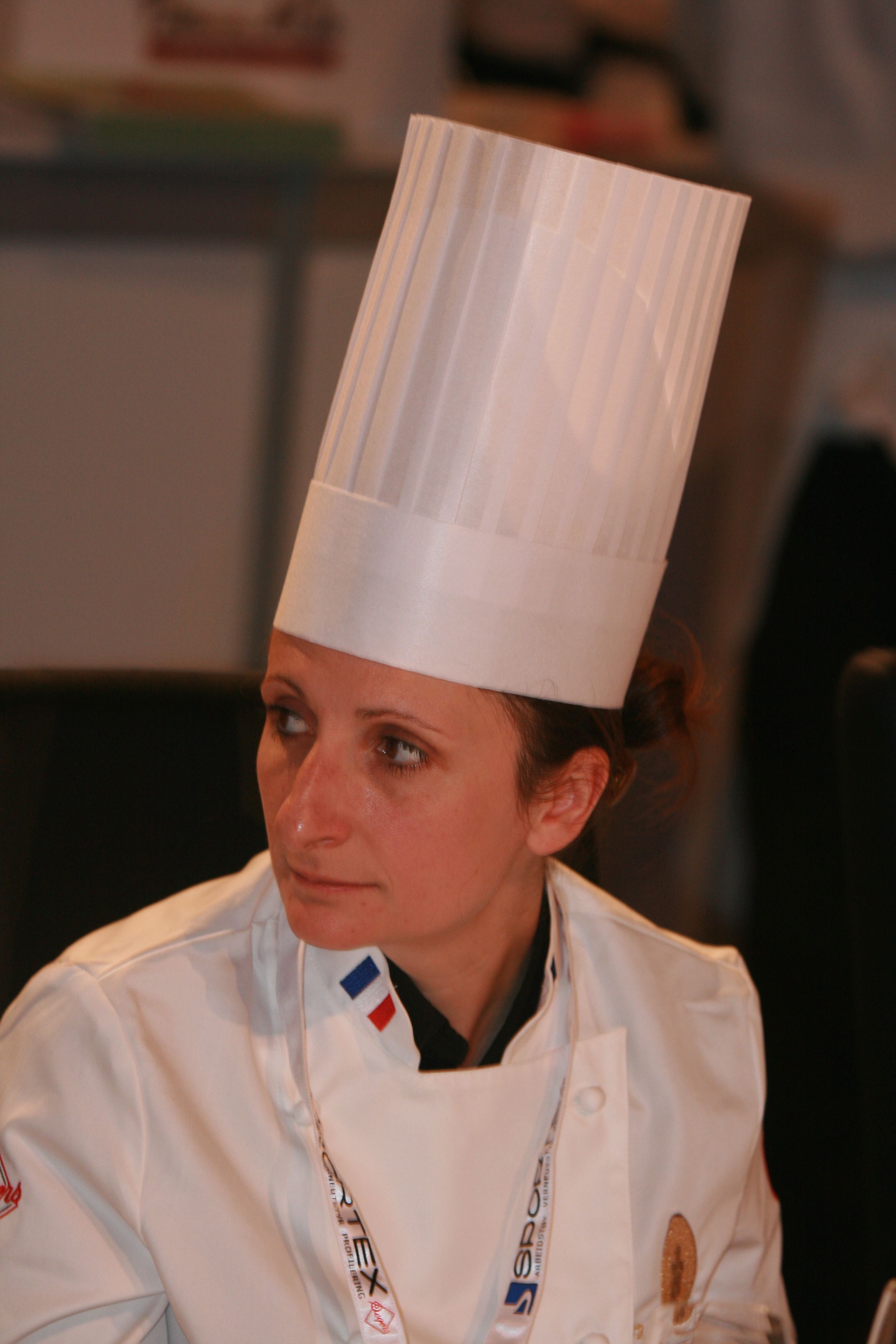
Anne-Sophie Pic
au Guide Michelin depuis 2007
Meilleure chef cuisinière du monde 2011

Cet article présente la liste des femmes chefs ou cheffes cuisinières et cheffes pâtissières dont la table est ou a été étoilée par le Guide Michelin en France,,,.
Les cheffes pâtissières sont citées dès lors qu'elles sont mentionnées au Guide Michelin.
En 2020, il y a 33 cheffes étoilées, citées dans le guide Michelin, contre 27 en 2019. En 2018, il y avait 18 tables étoilées tenues par une femme cheffe. En 2021, cinq femmes dirigent ou co-dirigent des établissements promus. En 2022, seules trois femmes obtiennent une nouvelle récompense ; en 2023, une seule femme obtient une étoile en solo et trois autres en duo avec leurs conjoints ; en 2024, six femmes obtiennent une nouvelle étoile dont une seule en solo,.

## Cheffes cuisinières étoilées en France dans le Guide Michelin 2023

### Cheffe de restaurant trois étoiles
- Anne-Sophie Pic, Pic, Valence (Drôme) - depuis 2007

### Cheffes de restaurant deux étoiles
- Stéphanie Le Quellec, la Scène, Paris 8e - depuis janvier 2020 (note : Stéphanie Le Quellec avait obtenu deux étoiles en janvier 2019 pour le restaurant La Scène à l'hôtel Prince de Galles fermé en mars 2019. En 2020, elle a obtenu directement deux étoiles pour son nouveau restaurant ouvert début octobre 2019)
- Hélène Darroze, Marsan, Paris 6e - depuis 2021 (déjà doublement étoilée en France de 2003 à 2010, mais Hélène Darroze a trois étoiles pour son restaurant dans l'hôtel The Connaught au Royaume-Uni[12])
- Fanny Rey, L'Auberge de St-Rémy-de-Provence - Fanny Rey & Jonathan Wahid, Saint-Rémy-de-Provence - depuis 2025

### Cheffes de restaurants une étoile

#### Auvergne-Rhône-Alpes
- Anne-Sophie Pic, La Dame de Pic - Le 1920, Megève (Haute-Savoie) - depuis 2022 mais suppression prévue en 2025[13]

#### Bretagne
- Nolwenn Corre, Hostellerie de la pointe St Mathieu, Plougonvelin (Finistère) - depuis 2019
- Virginie Giboire, Racines, Rennes (Ille-et-Vilaine) - depuis 2019
- Laetitia Cosnier (avec Stéphane Cosnier), Côté Cuisine, Carnac (Morbihan) - depuis 2019

#### Centre Val-de-Loire
- Fumiko Maubert (avec Anthony Maubert), Assa, Blois (Loir-et-Cher) - depuis 2015

#### Grand Est
- Jeanne Satori (avec David Degoursy), de:ja, Strasbourg (Bas-Rhin) - depuis 2023

#### Hauts-de-France
- Camille Pailleau (avec Diego Delbecq), Rozó, Marcq-en-Baroeul (Nord) - depuis 2023

#### Île-de-France
- Adeline Grattard, Yam’Tcha, Paris 1er - depuis 2010
- Anne-Sophie Pic, La Dame de Pic, Paris 1er - depuis 2013
- Kelly Jolivet, Benoit, Paris 4e - étoile conservée en 2023 mais suppression prévue en 2025[13]
- Julia Sedefdjian, Baieta, Paris 5e - depuis 2019 pour ce restaurant, mais en 2016 plus jeune étoilée de France pour les Fables de la Fontaine
- Kwen Liew (avec Ryunosuke Naito), Pertinence, Paris 7e - depuis 2018
- Naoëlle d’Hainaut, L’Or Q’Idée, Pontoise - depuis 2019
- Kelly Rangama, Le Faham by Kelly Rangama, Paris 17e - depuis 2020
- Alessandra Del Favero (avec Oliver Piras), Il Carpaccio, Paris 8e - depuis 2022
- Eugénie Béziat, L'Espadon au Riz, Paris 8e - depuis 2024
- Manon Fleury et Laurène Barjhoux, Datil, Paris 3e - depuis 2024

#### Normandie
- Mi-Ra Kim (avec Charles Thuillant), l’Essentiel, Deauville (Calvados)- depuis 2018

#### Nouvelle-Aquitaine
- Andrée Rosier, Les Rosiers, Biarritz (Pyrénées-Atlantiques) - depuis 2009
- Flora Le Pape (avec Clément Guillemot), Choko Ona, Espelette (Pyrénées-Atlantiques) - depuis 2020
- Adeline Lesage (avec Marc-Antoine Lepage), Nacre, Arès (Gironde) - depuis 2024

#### Occitanie
- Amélie Darvas, Äponem, Vailhan (Hérault) - depuis 2019 (avec la sommelière Gaby Benicio) mais suppression prévue en 2025[13]. Amélie Darvas a quitté le restaurant en 2024.
- Nicole Fagegaltier, Vieux Pont, Belcastel, (Aveyron) - depuis 1991
- Georgiana Viou, Rouge, Nîmes (Gard) - depuis 2023
- Émilie Roussey (avec Thomas Roussey), Émilie & Thomas - Moulin de Cambelong, Conques-en-Rouergue (Aveyron) - depuis 2024

#### Provence-Alpes-Côte-D'azur
- Virginie Basselot, Le Chantecler, (hôtel Le Negresco) à Nice (Alpes-Maritimes) - seconde étoile perdue en 2020
- Nadia Sammut, Le Goût du Bonheur - La Fenière, Lourmarin (Vaucluse) - depuis 1995
- Coline Faulquier, Signature, Marseille (Bouches-du-Rhône) - depuis 2021
- Hélène Darroze, Hélène Darroze à Villa La Coste, Le Puy-Sainte-Réparade (Bouches-du-Rhône) - depuis 2022
- Pinja Paakkonen (avec Vanessa Massé), Restaurant Pure & V,  Nice (Alpes-Maritimes)
- Florencia Montes (avec Lorenzo Ragni), ONICE, Nice (Alpes-Maritimes) - depuis 2024

## Cheffes pâtissières en restaurant étoilés en France dans le Guide Michelin 2023

### Cheffes pâtissières de restaurants une étoile
- Anne Coruble, L’Oiseau Blanc, restaurant du Penninsula Paris - depuis 2022
- Ayumi Sugiyama-Shinjo (avec Romain Mahi), Accents, Paris 2e - depuis 2019
- Karina Laval (cheffe pâtissière avec Franco Bowanee, chef cuisinier), Le Valucien - Château de Vault de Lugny, Vault-de-Lugny (Yonne) - depuis 2019
- Émilie Rey (cheffe pâtissière avec Édouard Mignot, chef cuisinier), Ed.Em, Chassagne-Montrachet (Côte-d'Or) - depuis 2014 ; Émilie Rey n'est pas citée dans l'article Michelin consacré aux femmes étoilées paru début 2020, mais est bien mentionnée dans l'avis 2020 du guide Michelin comme « une pâtissière talentueuse qui garantit des fins de repas délicieuses »[14].
- Agathe Richou (cheffe pâtissière avec Camille Lacome, chef cuisinier), Avel Vor, Port-Louis - depuis 2023
- Juliette Busetto[7] (cheffe pâtissière avec Samuel Victori, chef cuisinier), Les Agitateurs, Nice - depuis 2021
- Aurora Storari (cheffe pâtissière avec Flavio Lucarini, chef cuisinier) Hémicycle, Paris 7e - depuis 2024
- Claire Cames (cheffe pâtissière avec Théo Fernandez, chef cuisinier), L'Auberge de la Forge, Lavalette (Haute-Garonne) - depuis 2024

## Femmes cheffes qui ont été étoilées en France
Des femmes ont eu leur restaurant étoilé au guide Michelin dès la mise en place des étoiles en 1931, notamment parmi les mères lyonnaises. À partir des années soixante, elles sont moins nombreuses et peu médiatisées,,,.
- Eugénie Brazier - 3 étoiles de 1933 à 1968
- Marie Bourgeois - 3 étoiles de 1933 à 1937
- Andrée Goiran - 2 étoiles en 1948, Restaurant Le Molière puis 2 autres étoiles au Restaurant L'Hôtellerie de la Sauvagie à Tassin
- Annie Desvignes, 2 étoiles dans les années cinquante
- Marguerite Bise - 3 étoiles de 1951 à 1983 et de 1985 à 1987
- Paule Castaing - 2 étoiles de 1963 à 1988
- Olympe Versini - 1 étoile de 1981[19] à 1988
- Ghislaine Arabian - 2 étoiles de 1995 à 1998
- Anne Majourel - 1 étoile de 2005 à 2018
- Marie Rougier-Salvat - 1 étoile de 2010 à 2015
- Babette Lefebvre, 1 étoile de 2011 à 2014, première femme chef étoilée en Alsace[20]
- Françoise Mutel - 1 étoile de 2014 à 2019 pour La maison dans le Parc, Nancy (Meurthe-et-Moselle)
- Sharon Frannais - 1 étoile au moins en 2015
- Michèle Visciano - 1 étoile au moins en 2015
- Sophie Bise - 1 étoile au moins en 2015
- Chloé Guth, citée par le Michelin en 2019 avec le chef Guillaume Besson pour Les Funambules, Strasbourg (Bas-Rhin), bien qu'elle ait quitté les cuisines du restaurant un an auparavant.
- Chiho Kanzaki (avec Marcelo di Giacomo), 1 étoile de 2019 à 2021 avec Virtus
- Anne Legrand et Clio Modaffari, L'Innocence, Paris 9e - de 2020 à 2022 (fermeture)
- Jessica Yang (cheffe pâtissière avec Robert Compagnon, chef cuisinier), Rigmarole, Paris 11e - 1 étoile de 2020 à 2022 (fermeture)
- Claire Vallée, ONA, Arès (Gironde) - de 2021 à 2022 (fermeture)
- Tabata Mey (avec Ludovic Mey), Les Apothicaires, Lyon (Rhône) - de 2020 à 2023
- Christiane Massia
- Simone Lemaire-Caragiale
- Jeanne Drouin
- Gisèle Crouzier
- Fernande Allard
- Élisabeth Bourgeois
- Flora Mikula
- Jocelyne Lotz-Choquart
- Marie-Christine Borck-Klopp
- Marie-France Ponsard
- Chizuko Kimura, 1 étoile en 2025 avec Sushi Shunei à Paris